# Fernando Ribeiro

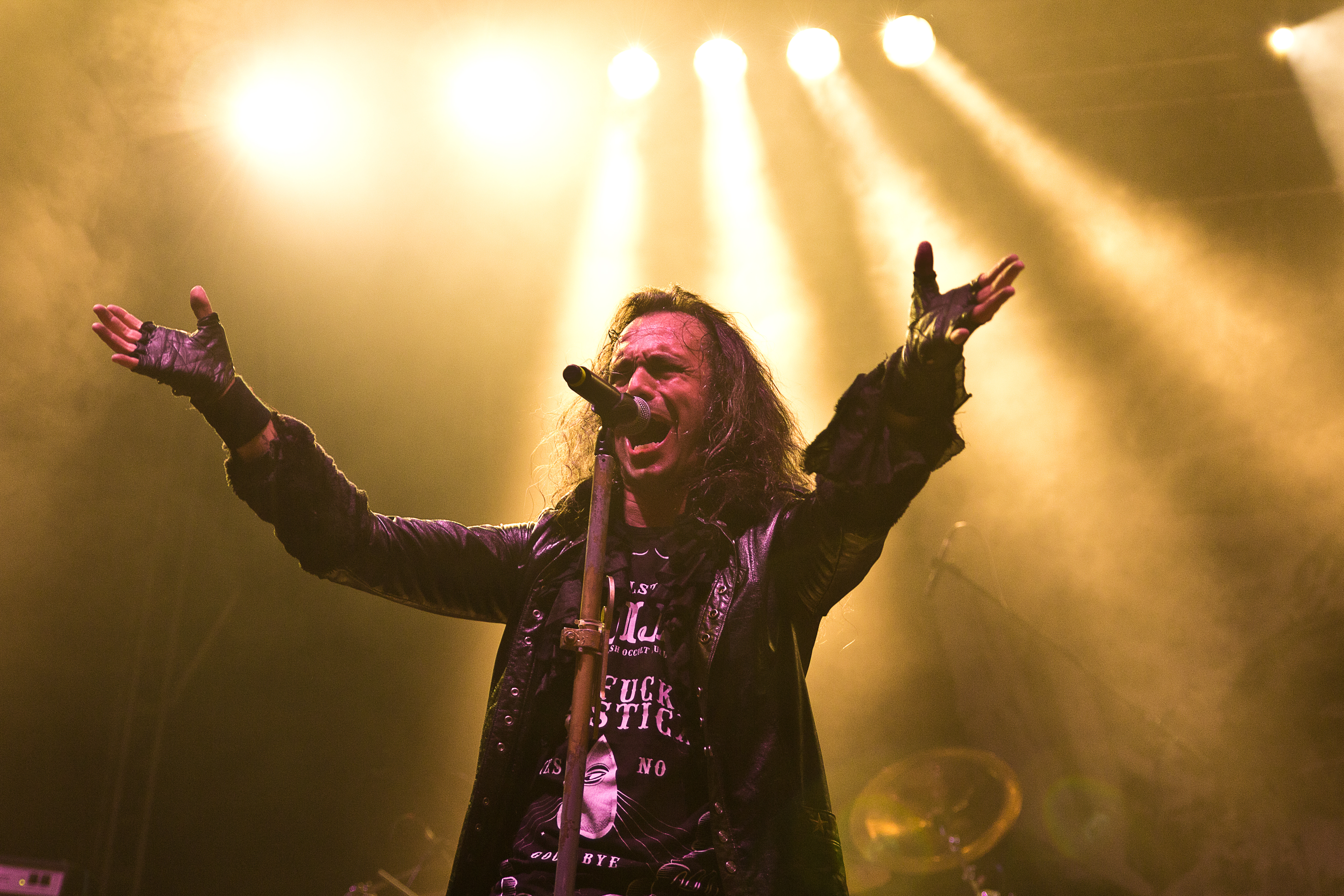
Fernando Ribeiro (2015)

Fernando Ribeiro (* 26. August 1974 in Lissabon) ist ein portugiesischer Musiker und Sänger und Gründungsmitglied der Metal-Band Moonspell.

## Biografie
Ribeiro gründete 1989 die Band Morbid God, aus der später Moonspell hervorging. Er studierte in Lissabon Philosophie auf Lehramt, schloss das Studium aber nicht ab und widmete sich ab Mitte der 1990er Jahre vollständig der Karriere als Musiker. Neben Moonspell betrieb er Ende der 1990er Jahre das Black-Metal-Projekt Daemonarch, mit dem er 1998 ein Album bei Century Media veröffentlichte. Bei Moonspell zeichnet er für die Liedtexte verantwortlich. Gemeinsam mit seiner Lebensgefährtin Sónia Tavares (The Gift) wirkt er seit Ende der 2000er Jahre an dem Musikprojekt Hoje mit, das sich der Neuinterpretation von Fado-Liedern widmet. Weiterhin sind bisher drei Gedichtbände in Portugiesisch von ihm erschienen. Im Frühjahr 2012 wurde sein Sohn geboren.

## Diskografie
Moonspell
→ siehe Moonspell#Diskografie
Daemonarch
- 1998: Hermeticum (Century Media)

Hoje
- 2009: Amália hoje
- 2010: Amália Hoje – Ao Vivo No Coliseu dos Recreios (Live-Album)

## Veröffentlichungen
- 2001: Como Escavar um Abismo
- 2004: As Feridas Essenciais
- 2007: Diálogo de Vultos
- 2011: Senhora Vingança

## Nachweise
- MOONSPELL: Fernando Ribeiro über Musik, Philosophie, Mythologie, Politik, Literatur und die Annahme, dass auch portugiesische Kids bei der PISA-Studie versagt haben müssen... Vampster, 14. Januar 2003, abgerufen am 10. Juli 2012.
- Frank Albrecht: Moonspell. Stars und Sternchen. In: Rock Hard. Nr. 302, Juli 2012, S. 38 f.

| Personendaten    | Personendaten                      |
| ---------------- | ---------------------------------- |
| NAME             | Ribeiro, Fernando                  |
| KURZBESCHREIBUNG | portugiesischer Musiker und Sänger |
| GEBURTSDATUM     | 26. August 1974                    |
| GEBURTSORT       | Lissabon                           |